# Edificio del Club Náutico de Torre del Mar
El edificio del Club Náutico de Torre del Mar es un inmueble del movimiento moderno situado en la localidad española de Torre del Mar, en la provincia de Málaga. Figura en el Catálogo General del Patrimonio Histórico Andaluz. Es la sede del Club Náutico de Torre del Mar. 

## Descripción
El proyecto del arquitecto Francisco Estrada Romero, fechado en diciembre de 1967, e influido por el organicismo de Frank Lloyd Wright, plantea un edificio de pequeña escala, con dos plantas y dos zonas diferenciadas: la zona social y la destinada a embarcaciones.
La planta se organiza a partir de la macla potente de tres círculos de distintos tamaños y varios rectángulos, produciendo un planteamiento asimétrico pero con una centralidad en los espacios curvos. El edificio se hace totalmente permeable en su fachada al mar, en la que priman las formas curvas y el blanco de sus terrazas en voladizo; en contraste la fachada que da a tierra es mucho más cerrada e incorpora el color oscuro del ladrillo visto. Es elemento destacable la torreta acristalada en forma de cono invertido, proyectada para control de competiciones y faro para auxilio de embarcaciones.
El 19 de septiembre de 2006 fue inscrito con carácter genérico en el Catálogo General del Patrimonio Histórico Andaluz, mediante un publicado el 16 de octubre de ese mismo año en el Boletín Oficial de la Junta de Andalucía.